# Pietro Paolo Navarro
Pietro Paolo Navarro (Laino Borgo, 25 dicembre 1560 – Shimabara, 1º novembre 1622) è stato un religioso italiano.
È venerato come beato e martire dalla Chiesa cattolica.

## Biografia
Nato da famiglia nobiliare a Laino Borgo il 25 dicembre del 1560, entrò a far parte della Compagnia di Gesù a 18 anni. Venne ordinato sacerdote nel 1585 e successivamente mandato come missionario ad evangelizzare il Giappone e l'India. Durante le persecuzioni contro le opere missionarie in Oriente, fu imprigionato a Shimabara per undici mesi e condannato al rogo il 1º novembre 1622 all'età di 61 anni insieme a Dionigi Fujishima, Pietro Onizuka Sandayu e Clemente Kyuemon.

Il 6 luglio 1867 fu beatificato da papa Pio IX. Il Martirologio romano celebra la memoria di tutti e quattro i martiri il giorno 1º novembre.
Fu autore di molte opere tra le quali una Apologia della fede cristiana contro le calunnie dei nobili e le Lettere.